# يبلى
يُبلى هي قرية فلسطينية مهجّرة تقع إلى الشمال الغربي من مدينة بيسان، وتبعد عنها 9كم، وترتفع 25م عن سطح البحر تبلغ مساحة أراضيها 5165 دونماً، بين قريتي المرصص وكفرة في بطن وادي يبلى حوض طبيعي قليل العمق، يمتد عبره وادي الطيبة. ودُون التل الواقع إلى الشمال، وبين الوادي والقرية، كانت تجري عين يبلى التي استمد سكان القرية منها معظم حاجتهم من مياه الشرب. وكانت المستنقعات تغطي أكثرية المساحات الواقعة إلى الشمال من الموقع، وإلى الشمال الغربي منه. وكان ثمة طريق فرعية تمر عبر عدة قرى لتربط يبلى بالطريق العام المؤدي إلى بيسان. كما كانت عدة دروب ترابية تربطها بغيرها من قرى المنطقة. وكان الصليبيون أو الفرنج يسمون الموقع هوبيليث (Hubeleth). في فترة الانتداب كانت منازل القرية، التي صُنّفت مزرعةً في (معجم فلسطين الجغرافي المفهرس) (Palestine Index Gazetteer)، مبنية في موازاة الطرق، ولا سيما الطريق المؤدية إلى عين يبلى. وكان سكان القرية من المسلمين، ويعملون أساساً في الزراعة، فيزرعون الحبوب والخضروات وغيرها من المحاصيل. في 1944/1945، كان ما مجموعه 25 دونماً مخصصاً للحمضيات والموز، و1971 دونماً للحبوب، و37 دونماً مروياً أو مستخدماً للبساتين. وكانت خربة أم السعود، وهي على بعد كيلومتر ونصف كيلومتر إلى الجنوب الشرقي من القرية، تحتوي على سياجات من الحجارة غير المصقولة، وعلى بقايا حيطان.
قدر عدد سكانها عام 1922، 37 نسمة، وفي عام 1945 بلغوا 210 نسمة. ويوجد بها خربة أم السود في الجنوب الشرقي وتحتوي على حظائر وجدران. قامت المنظمات الصهيونية المسلحة بهدم القرية، وتشريد اهلها البالغ عددهم عام 1944، 210 نسمة، وكان ذلك في 16-05-1948، ويبلغ مجموع اللاجئين من هذه القرية عام 1998 حوالي 1496 نسمة.

## القرية اليوم
موقع القرية وجزء من أراضيها مسيّجان بالأسلاك الشائكة، ويستخدمها المستوطنون الإسرائيليون لرعي الأبقار. وينمو قرب عين القرية بضع شجرات من النخيل، وعدد قليل من أشجار اللوز ونبات الصبّار.

## أهل القرية
كان يسكن هذه القرية قبل هجرة أهلها قسرًا عائلات: اللويمي والرويعي والثعلبي والبشكمي والموالي والعبيد والعبطان ووقسم من الزبيدات ودقدوقه وجميع هذه العائلات من عرب الصقور كما سكنها أيضًا عائلات أبو سته وأبو العدس.
يقيم معظم من سكنوا يبلى اليوم في شرق الأردن وتحديدًا في الأغوار الشمالية في بلدة المشارع وهم الثعلبي والبشكمي والعبيد والموالي والعبطان والذيبان الزبيدي، ومنهم من يقيم في مدينة إربد ومخيم الحصن وعمان والرصيفة ويقيم ال اللويمي في وقاص ومخيم الحصن.
اما آل أبو سته فيقيم معظمهم في مدينة الرصيفة بالأردن.

## المستعمرات الإسرائيلية على أراضي القرية
لا يوجد مستعمرات إسرائيلية على أراضي القرية. وفي سنة 1937، أقام الصهاينة مستعمرة بني بريت على بعد كيلومترين إلى الشمال الغربي من موقع القرية، على أراض تابعة لقرية الطيبة الزعبية التي ما زالت قائمة. وقد تغير اسم هذه المستعمرة ليصبح موليدت في سنة 1952.